# Římskokatolická farnost Nemotice
Římskokatolická farnost Nemotice je územní společenství římských katolíků ve slavkovském děkanství, s farním kostelem sv. Václava.

## Území farnosti
Do farnosti náleží území těchto obcí:
- Mouchnice – kaple sv. Cyrila a Metoděje
- Nemotice – farní kostel sv. Václava
- Snovídky – kaple Neposkvrněného početí Panny Marie

## Sakrální stavby

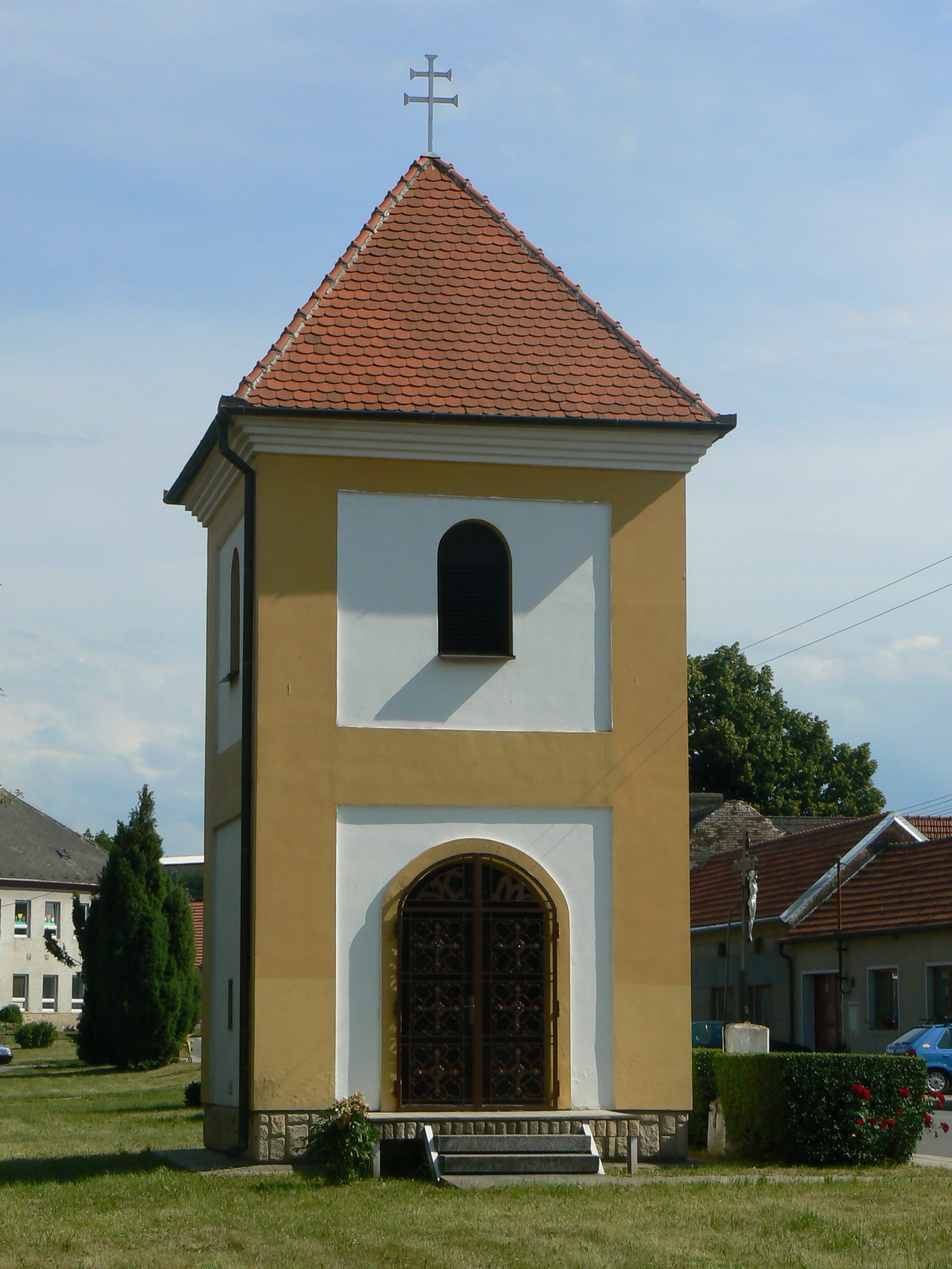
Mouchnice, kaple sv. Cyrila a Metoděje
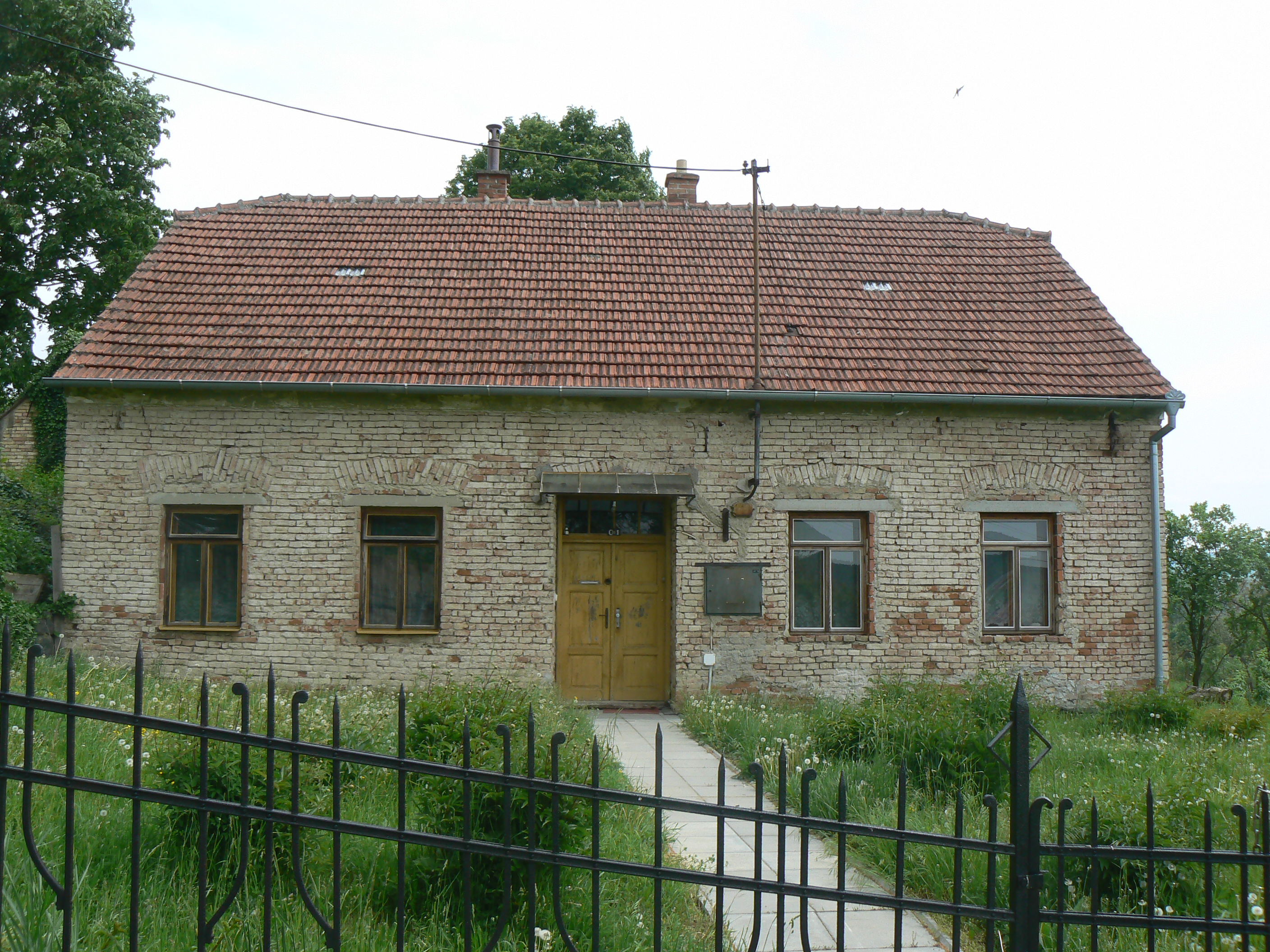
Fara v Nemoticích
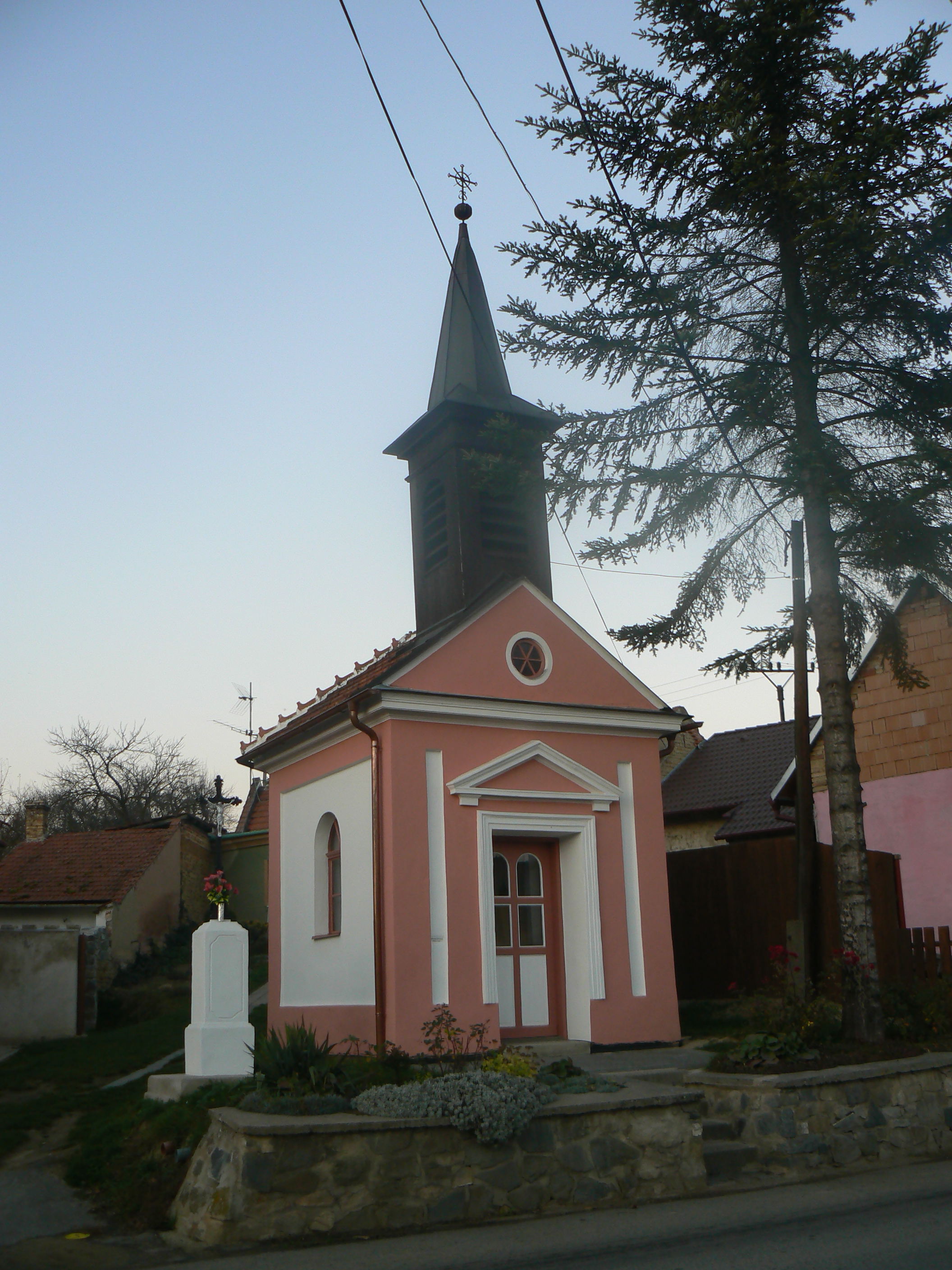
kaple Neposkvrněného početí Panny Marie ve Snovídkách

## Historie farnosti
Kostel svatého Václava byl vysvěcen roku 1794. Počátkem 20. století byl přestavěn a rozšířen.

## Duchovní správci
Nemotice se staly samostatnou farností od roku 1859.
- Václav Žďárský (1856–1868)
- Karel Lang (do roku 1882)
- Josef Schildberger (1874–1883)
- Bartoloměj Matinů (1883–1887)
- Augustin Novotný (1887–1895)
- Ignác Gibala (1895–1896)
- Alois Jedlička (1896–1902)
- Josef Lakota (1903–1928)
- Josef Buchta
- Metoděj Brzobohatý (1929–1946)
- Josef Bálka (1946–1948)
- František Hynšt (1948–1983)
- Zdeněk Prokeš (1983–1993)

Od roku 1993 je farnost spravována z Milonic.
- Petr Nešpor (1993–2001)
- Miroslav Slavíček (2001–2006)
- Pavel Lacina (2006-2013)
- Jan Krbec (2013–2016)[1]
- Martin Kohoutek (2016–2022)[2]
- Stanislav Mahovský (od roku 2022)[3]

## Bohoslužby
| Kostel      | Místo    | Bohoslužba (den) | Hodina                    | Poznámka     |
| ----------- | -------- | ---------------- | ------------------------- | ------------ |
| sv. Václava | Nemotice | neděle čtvrtek   | 11.00 18.00 (nepravidelně | Farní kostel |

## Aktivity ve farnosti
Fara slouží nejen pastoračním aktivitám farnosti, ale také k rekreačním účelům. Je po rekonstrukci vnitřních prostor zařízená k ubytování až dvanácti osob.
Dnem vzájemných modliteb farností za bohoslovce a bohoslovců za farnosti brněnské diecéze je 20. březen. Adorační den připadá na 2. srpna.
Ve farnosti se pořádá tříkrálová sbírka. V roce 2016 se při sbírce vybralo 18 646 korun.  SLužbu liturgického varhaníka vykonávají Michael Korbička, Magdaléna Učňová a Klára Paulíková.